# Калмия (село)
 Калмия  — село в Тукаевском районе Татарстана. Административный центр Калмиинского сельского поселения.

## География
Находится в северо-восточной части Татарстана, в 32 км к северо-востоку от районного центра — города Набережные Челны, у речки Игат.

## История
Известно с 1747 года. 
В XVIII — первой половине XIX века жители в сословном отношении делились на башкир-вотчинников и тептярей. Занимались земледелием, разведением скота, изготовлением саней, телег, дровен, плетением корзин на продажу. 
В период Крестьянской войны 1773-75 годов активно выступили на стороне Пугачёва. 
В «Списке населенных мест по сведениям 1870 года», изданном в 1877 году, населённый пункт упомянут как деревня Калмия 5-го стана Мензелинского уезда Уфимской губернии. Располагалась при речке Шигате, по правую сторону почтового тракта из Мензелинска в Елабугу, в 22 верстах от уездного города Мензелинска и в 5 верстах от становой квартиры в деревне Кузекеева (Кускеева). В деревне, в 102 дворах жили 637 человек (315 мужчин и 322 женщины, башкиры, тептяри), были мечеть, училище. Жители занимались земледелием, скотоводством, деланием телег, саней и дровней.
В начале XX века здесь действовали мечеть (первое упоминание о ней относится к 1807 г.), мектеб (с 1821 г.), 3 кузницы, ветряная мельница, крупообдирка. В этот период земельный надел сельской общины составлял 2205,4 десятины. В 1912 году начала работать земская школа. 
До 1920 года село входило в Кузкеевскую волость Мензелинского уезда Уфимской губернии. С 1920 года в составе Мензелинского кантона ТАССР. С 10.08.1930 в Мензелинском, с 04.06.1984 в Тукаевском районах.

## Население
| 1870 | 1897 | 1906 | 1920 | 1926 | 1938 | 1949 | 1958 | 1970 | 1979 | 1989 | 2002 |
| ---- | ---- | ---- | ---- | ---- | ---- | ---- | ---- | ---- | ---- | ---- | ---- |
| 637  | 1034 | 1314 | 1543 | 1202 | 1223 | 1091 | 977  | 915  | 753  | 542  | 450  |

Национальный состав села — татары.

## Экономика
Полеводство, мясо-молочное скотоводство. 

## Инфраструктура
Средняя школа, дом культуры, библиотека.